# Cafe Brauer
Il Café Brauer, noto anche come South Pond Refectory, è un edificio in stile Prairie School situato all'interno del Lincoln Park a Chicago, Illinois. Progettato dall'architetto Dwight Heald Perkins e completato nel 1908, rappresenta uno degli esempi più iconici di questo stile architettonico, che ha avuto origine a Chicago e nelle sue periferie , .
Il Café Brauer è utilizzato principalmente come spazio per eventi speciali, come matrimoni e feste private. La sua posizione strategica, con vista sullo skyline di Chicago e sul Lincoln Park, lo rende una delle location più suggestive della città , .

## Storia
Il Café Brauer fu costruito come refettorio e struttura di supporto per le attività del parco, servendo inizialmente come ristorante gestito dai fratelli Paul e Caspar Brauer .
La struttura si caratterizza per il suo ruolo multifunzionale: in origine ospitava anche un boathouse e un rifugio riscaldato per i pattinatori in inverno . La sua sala principale, il Great Hall, era decorata con una serie di dodici murali in maiolica faience, rappresentanti paesaggi naturalistici, tra cui una scena simbolica della costa californiana .
Nel 1941, il Café Brauer fu chiuso e convertito in deposito per il parco, fino a quando un progetto di restauro, avviato nel 1987 dal Chicago Park District e dalla Lincoln Park Zoological Society, riportò l'edificio alla sua condizione originale. La riapertura avvenne nel 1990, e nel 2003 il Café Brauer fu designato come Landmark della Città di Chicago  .

## Architettura
Il Café Brauer è un esempio significativo dello stile Prairie, caratterizzato da linee geometriche pulite e dall'integrazione armoniosa con il paesaggio naturale circostante , . La struttura fu progettata per riflettere i principi progressisti dell'epoca, promuovendo spazi sociali utili per la comunità.
La sala principale, il Great Hall, presenta un design ispirato al movimento Arts and Crafts. Le mura sono decorate con murali in ceramica, realizzati con la tecnica del "squeeze-bag" che separa i colori tramite linee di argilla liquida rialzata. Le piastrelle, attribuite alla Rookwood Pottery di Cincinnati, combinano elementi di artigianato tradizionale con motivi paesaggistici unici .
Alcuni studiosi hanno attribuito i murali ad artisti come Marion Mahony Griffin, Lucy Fitch Perkins o Jessie Arms Botke, quest'ultima nota per i suoi audaci motivi decorativi naturalistici .

## Collocazione
Il Café Brauer si trova accanto al South Pond all'interno del Lincoln Park, una delle aree verdi più estese e frequentate di Chicago, progettata da celebri architetti paesaggisti come Swain Nelson e Ossian Cole Simonds , .
Nel 2008, l'area circostante il South Pond è stata restaurata dallo studio di architettura Studio Gang, trasformandola in un habitat urbano per la fauna selvatica e arricchendola con un padiglione contemporaneo in legno di Douglas .